# 키시현

키시현

키시현(Kisii County)은 케냐를 구성하는 47개 현 가운데 하나로 현도는 키시이며 면적은 1,317.9km2, 인구는 1,152,282명(2009년 기준)이다. 2013년에 실시된 행정 구역 개편에 따라 니안자주에서 분리되어 신설되었다. 북쪽과 북서쪽으로는 호마베이현, 서쪽과 남서쪽으로는 미고리현, 남쪽으로는 나로크현, 동쪽으로는 니아미라현, 보메트현과 접한다.

## 같이 보기
- 니아미라현